# Colère apache
Colère apache est la vingt-sixième histoire de la série Jerry Spring. Elle a été publiée en album en 1990.